# Valley of the Dolls
Valley of the Dolls és una pel·lícula estatunidenca de Mark Robson estrenada l'any 1967. És l'adaptació d'una novel·la homònima de Jacqueline Susann publicada l'any 1966.

## Argument
Anne Welles (Barbara Perkins) abandona la seva família i el seu promès en una petita ciutat de Nova Anglaterra per descobrir Nova York. Arriba a ser secretària d'un advocat especialitzat en teatre. Coneix altres dos joves dones que tenen pensat fer carrera en el món de l'espectacle: l'ambiciosa i prometedora Neelly O'Hara (Patty Duke) i la molt bonica però amb poc talent Jennifer North (Sharon Tate). Neely comença la seva carrera de manera fulgurant però no triga a deixar-se prescriure massa medicaments (per dormir, per estar desperta, ...). La seva addicció arruïnarà els seus dos matrimonis però també la seva vida professional. Després d'una curació, prova de tornar a Broadway, però l'alcohol i les drogues seran més fortes. Jennifer es casa amb Tony, un cantant que vol esdevenir actor i que resulta patir una Malaltia degenerativa, forçant la seva jove esposa a trobar un mitjà de pagar les seves cures. Marxa a rodar pel·lícules sensuals a Europa, posa final als seus dies quan ha de patir una mastectomia que la priva del sol encara que pensa posseir, el seu cos. Finalment, Anne esdevé maniquí per casualitat i viu històries d'amor decebedores que la conduiran a tornar a viure en la seva ciutat natal.

## Repartiment
- Barbara Parkins: Anne Welles
- Patty Duke: Neely O'Hara
- Paul Burke: Lió Burke
- Sharon Tate: Jennifer North
- Tony Scotti: Tony Polar
- Martin Milner: Mel Anderson
- Charles Drake: Kevin Gillmore
- Alexander Davion: Ted Casablanca
- Lee Grant: Miriam
- Naomi Stevens: Miss Steinberg
- Robert H. Harris: Henry Bellamy
- Jacqueline Susann: El primer periodista
- Robert Viharo: Director
- Joey Bishop: el presentador del Telethon
- George Jessel: el presentador dels premis Grammy
- Susan Hayward: Helen Lawson

## Al voltant de la pel·lícula
- Les « nines » mencionades en el títol són els píndoles que cadascuna de les heroïnes de la pel·lícula consumeix per donar suport a la seva existència.
- La pel·lícula conté un pastitx de les pel·lícules d'art europees que amalgam la Nova Ona d'un Godard i els « nudies » (pel·lícules de despullats) de Max Pécas. Fora d'aquesta seqüència, les escenes d'amor de  Valley of the Dolls són extremadament púdiques..
- La pel·lícula La Vallée dels Plaers (Beyond the Valley of the Dolls), de Russ Meyer, el mestre indiscutible dels « nudies », hauria hagut de ser una continuació de Valley of the Dolls. Jacqueline Susann, l'autora del primer llibre hi havia posat en consideració de la Twentieth Century Fox una continuació a la Valley of the Dolls però, havent-la refusat, la Fox s'ha trobat amb el dret de crear la continuació que desitjava. L'enfocament de Russ Meyer ha estat fer de la seva pel·lícula un pastitx de la precedent més que una continuació.

## Nominacions
- Oscar a la millor banda sonora per John Williams
- Globus d'Or a la millor promesa per Sharon Tate